# بالكانلو السفلي (شهرستانة)
بالكانلو السفلی (بالفارسية: پالکانلو سفلی) هي قرية تقع في إيران في قسم شهرستانة الريفي. يقدر عدد سكانها بـ 250 نسمة .